# Paul Ivic
Paul Ivić (* 16. August 1978 in Serfaus) ist ein österreichischer Koch.

## Leben
Ivićs Vater ist Kroate, seine Mutter Österreicherin. Nach der Ausbildung im Hotel Löwen in Serfaus kochte Ivić im Hotel Gasthof Post in Lech, im Hotel Trofana Royal in Ischgl und im Hotel der Seehof in Salzburg sowie in Deutschland im Hotel & Resort Schwielowsee in Werder (Havel). Danach hatte er weitere Stationen in Deutschland, in der Schweiz und Spanien.
Seit 2011 ist er Küchenchef und Geschäftsführer des vegetarischen Restaurants Tian in Wien. Das Tian wird seit 2014 mit einem Michelinstern ausgezeichnet. Er ist der einzige Koch Österreichs, der mit rein vegetarischer Küche einen Michelin-Stern erkocht hat. Weltweit gibt es nur vier vegetarische Restaurants mit einem Michelinstern.
Im Juli 2018 öffnete das ebenfalls vegetarische Tian in München, welches aber Ende 2022 wieder schloss, da der Pachtvertrag auslief. Aktuell (Stand Februar 2024) gehören zur Tian-Gruppe neben dem Stammhaus in Wien noch ein Bistro in Wien sowie ein Lokal in Zürs.
In einem Interview mit dem Spiegel sagte er 2014:

„Wir brauchen das alte Wissen der Bauern – damit arbeiten heute nur noch Bio-Betriebe. Weizen war mal das wichtigste Nahrungsmittel. Aber was hat die Industrie daraus gemacht, dass jetzt so viele Leute eine Glutenallergie haben! Oder nehmen Sie Salz: Das soll ja schädlich sein. Tut mir leid, das ist Bullshit: Salz hat 84 elementare Nährstoffe, die für den Körper wichtig sind. Und was macht die Industrie? Weil die Maschinen länger halten sollen, werden 82 dieser Nährstoffe bei der Verarbeitung herausgewaschen. Es ist gruselig, was wir mit unserem Essen machen.“

## Auszeichnungen
- Seit 2013: Ein Michelin-Stern im Guide Michelin 2014
- Seit 2014: 17 Punkte im Gault Millau 2015

## Veröffentlichungen
- Vegetarische Sommerküche – Grillen, Picknick & Feste im Freien. Brandstätter Verlag 2015, ISBN 978-3-8503-3853-0.
- Vegetarische Winterküche. Brandstätter Verlag 2017, ISBN 978-3-7106-0157-6.
- Restlos glücklich. Vegetarisch, klimafreundlich, nachhaltig: Klimafreundlich, nachhaltig, vegetarisch & vegan. Brandstätter Verlag 2021, ISBN 978-3-7106-0418-8.
- Vegetarisch. Dorling Kindersley Verlag 2024. ISBN 978-3-8310-4651-5.